# SnipSnap
SnipSnap è un Bliki che integra tecnologie come wiki e blog in un unico software.
Include il suo server web, ma può essere impacchettato come file war per l'uso in un altro servlet engine.